# 劉應麒
劉應麒（1544年—1612年），字道徵，號芝陽，江西饒州府鄱陽縣人，民籍，明朝政治人物。

## 生平
嘉靖四十三年（1564年）甲子科江西鄉試第四十五名舉人。隆慶二年（1568年）中式戊辰科會試第二百九十六名，三甲第二十二名進士。改翰林院庶吉士，四年授礼部儀制司主事，六年（1572年）升祠祭司员外郎、精膳司郎中，万历三年（1575年）调祠祭司郎中，再调儀制司，八年二月升廣東提学副使，九年五月以疾乞休。居家三年後，十一年四月起任广西督学副使，十三年闰九月升四川参政，十六年十月升湖广按察使，十八年四月升浙江右布政使，转左布政，升都察院右佥都御史、巡抚应天，二十年十一月乞求回籍养亲。二十五年八月起都察院右佥都御史、巡抚湖广，因父亲去世未赴任。三十二年七月起南京大理寺卿，三十四年十二月以母亲年九十，乞辞官终养。再起工部左侍郎，以母去世丁忧未任。四十年五月再推任兵部左侍郎，詔命剛下達就于七月去世。

## 家族
曾祖劉山；祖父劉文桂；父劉濟眾，母蕭氏。具庆下。